# Aeródromo Vodudahue
El Aeródromo Vodudahue (OACI: SCDH) es un terminal aéreo ubicado junto a la localidad de Vodudahue, Provincia de Palena, Región de los Lagos, Chile. Es de propiedad privada.